# Potverdekke, it's great to be a Belgian
Potverdekke, it's great to be a Belgian is een Engelstalig nummer uit 1998 van de Engels-Belgische zanger John Makin, beter bekend onder zijn artiestennaam, Mister John. 
Het liedje was een hitje in België in 1998. De zanger uit zijn voorliefde voor België en somt hierbij diverse belgitudes op: 
- Duvel, Belgisch biermerk
- Kuifje, Tintin in het Engels, van de Belgische striptekenaar Hergé
- De saxofoon, uitgevonden door de Belg Adolphe Sax
- Kapitein Haddock, stripfiguur uit Kuifje
- Hercule Poirot, literair personage bedacht door de Britse schrijfster Agatha Christie, wiens verhalen zich in België afspeelden.
- De Brusselse Grote Markt
- Kriek, Belgische biersoort
- Schelde, rivier die door België stroomt
- Maas, rivier die door België stroomt
- Leffe, Belgisch biermerk
- Chimay, Belgisch biermerk
- Lambiek, Belgische biersoort